# Vlahii, Constanța
Vlahii este un sat în comuna Aliman din județul Constanța, Dobrogea, România. Se află în partea de sud-vest a județului, în Lunca Dunării. La recensământul din 2002 avea o populație de 572 locuitori. În trecut s-a numit Vlahchioi.